# Fuel (cançó)
«Fuel» és el dinovè senzill de la banda estatunidenca Metallica, el tercer extret de l'àlbum d'estudi, ReLoad, llançat el 16 de juny de 1998.
La lletra tracta els perills de la conducció temerària, tot i que també es pot aplicar a l'estil de vida d'algunes persones que viuen acceleradament. Una altra interpretació es que tracti el problema de les addiccions a les drogues, probablement a conseqüència de l'addicció a l'alcohol que va patir el mateix James Hetfield. Va ser composta per Hetfield, Lars Ulrich i Kirk Hammett.
La versió original de la cançó es coneixia amb el títol de "Fuel For Fire". Metallica ha inclòs aquesta cançó freqüentment en els concerts al llarg dels anys. També va ser inclosa en l'àlbum S&M (1999), on es va versionar amb l'orquestra San Francisco Symphony Orchestra, dirigida per Michael Kamen. Va ser nominada en els premis Grammy dins la categoria de millor actuació de rock dur, però fou superada per «Most High» de Jimmy Page i Robert Plant.
La cançó ha estat utilitzada comercialment en anuncis publicitaris de diverses marques, espectacles com la NASCAR, programes de televisió, sèries de televisió, i especialment en videojocs, on destaquen Guitar Hero: Metallica, Test Drive Off-Road Wide Open i Hot Wheels Turbo Racing. Els artistes Avril Lavigne i Iron Horse també van versionar la cançó.

## Llista de cançons
Totes les cançons en directe van ser enregistrades el 20 d'abril de 1998 al Brisbane Entertainment Centre, Brisbane (Austràlia)
| 1. | «Fuel»                   | 4:30 |
| 2. | «Sad but True» (directe) | 6:23 |
| 3. | «Nothing Else Matters»   | 6:08 |

| 1. | «Fuel»                | 4:30 |
| 2. | «Wherever I May Roam» | 6:50 |
| 3. | «One»                 | 8:06 |

| 1. | «Fuel»                      | 4:30 |
| 2. | «Until It Sleeps» (directe) | 4:25 |
| 3. | «Fuel» (directe)            | 4:41 |
| 4. | «Fuel» (demo)               | 4:25 |

| 1. | «Fuel»                      | 4:30 |
| 2. | «Fuel» (directe)            | 4:39 |
| 3. | «Sad but True» (directe)    | 6:24 |
| 4. | «Until It Sleeps» (directe) | 4:26 |
| 5. | «One» (directe)             | 8:07 |
| 6. | «Fuel» (demo)               | 4:26 |